# Право на здоровую окружающую среду
Право на здоровую окружающую среду или право на устойчивую и здоровую окружающую среду — это право человека, отстаиваемое правозащитными и общественными экологическими организациями для защиты экологических систем, обеспечивающих здоровье человека. Это право взаимосвязано с другими правами человека, ориентированными на здоровье, такими как право человека на воду и санитарию, право на питание и право на здоровье.
Право создает обязанность государства регулировать и обеспечивать соблюдение норм об окружающей среде, контролировать загрязнение и иным образом обеспечивать правосудие и защиту для общин, пострадавших от экологических проблем. Право на здоровую окружающую среду было важным правом для создания экологических правовых прецедентов для судебных разбирательств по изменению климата и другим экологическим проблемам.
Право на здоровую окружающую среду лежит в основе международного подхода к правам человека и изменению климата . Международные соглашения, поддерживающие это право, включают Стокгольмскую декларацию 1972 г., Рио-де-Жанейрскую декларацию 1992 г. и недавно принятый Глобальный пакт по окружающей среде. Более 150 государств в ООН признали это право в той или иной форме посредством национального законодательства, судебных разбирательств, конституционного права, договорного права и др. Два региональных договора, Африканская хартия прав человека и народов и Американская конвенция о правах человека, включают право на благоприятную окружающую среду. В других правозащитных документах, таких как Конвенция о правах ребёнка, экологические вопросы упоминаются в той мере, в какой они связаны с основными направлениями этого документа, в данном случае речь идет о правах детей.
Специальные докладчики по правам человека и окружающей среде Джон Нокс (2012—2018) и Дэвид Бойд (2018-настоящее время) дали рекомендации о том, как формализовать эти права в международном праве. Это было одобрено рядом комитетов на уровне ООН и местных юридических сообществ (например, Коллегия адвокатов Нью-Йорка) в 2020 году.